# سيتي سباير (مانهاتن)
سيتي سباير (ويعرف أيضا بمركز برج المدينة) هو عبارة عن ناطحة سحاب متعدد الاستخدام، ويقع في 150 غرب شارع 56 في وسط مدينة مانهاتن المجاورة لمدينة نيو يورك.

## نبذة
أكتمل بناءه في عام 1990 وصمم بواسطة المهندسين المعماريين مورفي وجان، وقياس المبنى، 814 قدم (248 متر) طول، وفيه 75 طابق. تم تطوير برج المدينة بواسطة أيان بروس إيكنر على موقع مجاور لمركز مسرح مدينة نيو يورك. عندما اكتمل بناءه، كان برج المدينة ثاني أطول برج أسمنتي في الولايات المتحدة بعد برج سيرز.
ناطحة السحاب له شكل ثماني الأضلاع بقبه في الأعلى مستوحاة من تلك التي لدى مركز مدينة نيو يورك. واجهة المبنى مصنوعة من الحجر مع شبابيك من الزجاج، وتحتوي على عقبات أو نكسات في الطابقين السادس والاربعون والثاني والستون. المبنى له مداخل في الشارعين ال 56، وال55، ومرتبط بدهليز يشكل جزء من شارع 6 ونصف. الطوابق الإثنين وعشرين السفلى للبرج تستخدم للتجارة. والعليا هي عبارة عن شقق مرفهه، والتي تكبر في الطوابق الأعلى.
إقترح إيكر بناء برج المدينة في عام 1984، حاول كسب حقوق الهواء الغير مستخدم فوق مركز المدينة، وعمل تحسينات للمسرح حتى تقريبا ضاعف مساحة البرج. وبعد مصادفة عدة وكالات على المشروع، بدأ تشييد مركز المدينة في عام 1985 وتم الاحتفال بإنجازه في يونيو 1987. نشأ نزاع عندما زاد المبنى عن الارتفاع المتفق عليه، من 11 إلى 14 قدم (3.4 أو 4.3 متر)؛ فوافق ايكر على إضافة مساحة لإستوديو للرقص لكي يعوض الارتفاع المتجاوز، ولكنه في النهاية لم يبني المساحة إطلاقا. وبعد إفتتاح برج المدينة في عام 1989، تعرض المبنى إلى حكم نزع الملكية، وكان هناك شكاوي من وجود صفير مزعج من السطح لمدة سنتين.

## الموقع
يقع سيتي سباير في 150 غرب الشارع 56، بين الشارع السادس والسابع بثلاث حواجز جنوب المنتزه المركزي، في وسط مانهاتن المجاورة لمدينة نيو يورك.حصة أرضية المبنى تغطي 24,237 قدم مربع (2,251.7 متر مربع) ولديه واجهة 225.5 قدم (68.7 متر) على طول شارع الستة والخمسين. في حين أن الموقع حوالي 200 قدم (61 متر)عمق، ويمتد جنوبا إلى شارع 55، إلا أنه بعد توجد سوى جزء صغير من حصة الأرض مواجهة لشارع 55.
المبنى يقع مباشرة غرب مركز مدينة نيو يورك و 125 غرب شارع 55 ؛ السابق هي مدينة نيو يورك المحددة المعالم ب 135 غرب شارع 55. مباشرة من ناحية الشمال، يحده قاعة كارنيجي، وبرج قاعة كارنيجي، مقهي الشاي الروسي، وبرج ميتروبوليتان من الغرب إلى الشرق. المباني الأخرى القريبة تشمل 140 غرب شارع 57، 130 غرب شارع 57، وفندق باركر نيو يورك إلى الشمال الشرق، بالإضافة إلى شارع 55، مسرح إلى الجنوب الغربي، و 1345 شارع أمريكا من الجنوب الشرق.
وتاريخيا الجوار كان جزء من محور فني تطور حول مباني غرب شارع 57 من الشارع السادس غرب البرودويي أثناء أواخر القرن التاسع عشر، وبداية القرن العشرين بعد افتتاح قاعة كارنيجي. وتم بناء العديد من المباني كسكن للفنانين والموسيقيين، مثل 130 و 140 غرب شارع 57، وإستوديوهات الرودين، وشقق اوسبورن، بالإضافة إلى استوديوهات شيروود وريمبرانت المحطمة. أضف إلى ذالك، تضمنت المنطقة مقرات قيادة للمنظمات مثل جمعية الفنون الجميلة الأمريكية، ونادي اللوتوس، والجمعية الأمريكية للمهندسين المدنيين. وقبل بناء برج المدينة، كان الموقع مشغول بواسطة ست حصص أرض شاغره في 132–158 غرب شارع 56، وواحدة على 137 غرب شارع 55. هذه الحصص كانت مكتسبة في السبعينات بواسطة ريتشارد إم تشابمان، والذي هدم المباني هناك.

## الفن المعماري
سيتي سباير (والمعروف أيضا بمركز برج المدينة) تم تصميمه بواسطة مورفي / وجان وطور بواسطة أيان بروس ايكر. وتم بناءه بواسطة تيشمان للعقارات والبناء، وتحت إشراف مهندس البناء روبرت روزينواسر.سيتي سباير طوله حوالي 814 قدم (248 متر)، وارتفاعه 75 طابق، مع دورين سفليين. عندما اكتمل بناءه، كان تاني أطول برج اسمنتي في الولايات المتحدة بعد برج سيرز في تشيكاغو.

### الشكل والمنظور

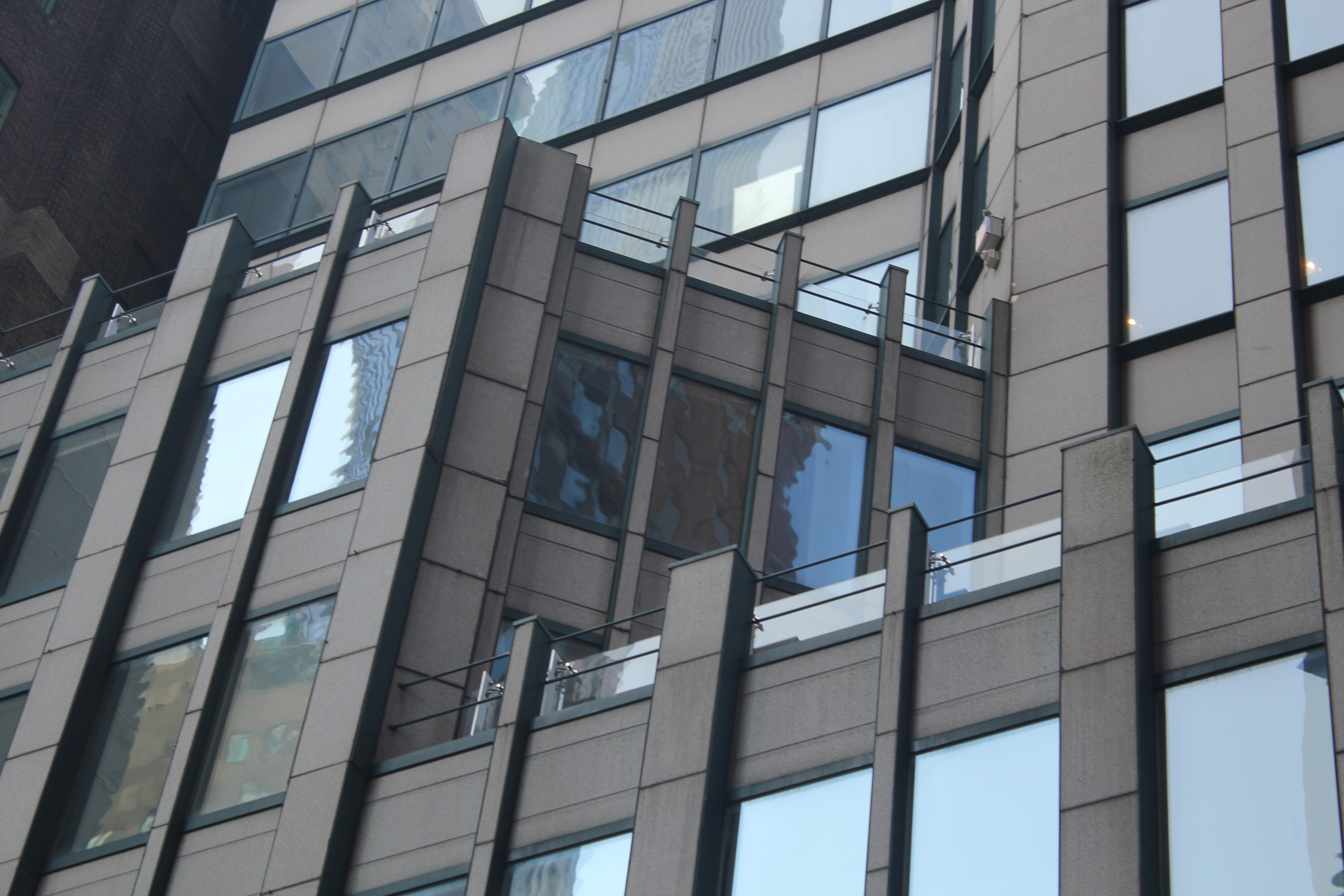
تفاصيل الواجهة السفلية

تم تصميم البرج من البداية على شكل مثمن بأجنحة على الشرق والغرب. سيتي سباير فيه ثلاث نكسات على الشرق والغرب في الطوابق 23، 46، 62. ولأن المبنى ضيق جدا، فإن الطوابق الفوقيه أحيانا تتأرجح أثناء العواصف الشديده.
وكما تم إقتراحه، الجسم الرئيسي للبرج تم تلبيسة بالحجر، بينما الأجنحة تصنع من الزجاج. الواجهة صنعت من السرديني (لؤلؤة اللونا) والتي تم قطعها إلى ألواح 16/13 ان شاءالله (21 مليمتر)، بقياس حوالي 15 رطل للقدم المربع (73 كيلوجرام المتوسط المربع). كل لوحة تربط بهيكل جدار ستارة الألومنيوم من كل الجهات، مدعومة فقط بالجدار الساتر. أجزاء الحجر هي مصنوعة من اجزاء مركبه بشكل كلي، ومعزوله بألواح الفيبرجلاس، قياس سمكه 2 و 8/5 ان شاءالله (67 ملم)، مع حشوات النيوبرين وسداد السيليكون. العقبات في الطوابق 46 و 62، صممت بحواجز من الفولاذ والاسمنت والتي تم تقليصها في الحجم كجزء من التسوية بقضية 1988، فيما يتعلق بإرتفاع المباني. إيكر لم يحب الحواجز؛ أشار بأن المقيمين في الطابق السادس والأربعون "يمكن ان ينتبهوا لها ويعرفوا بأنهم ينظرون إلى جدار بدلا من المنتزة المركزي ولذالك يستطيع هيلموت جان ان يرتاح بسهوله لعلمه بأن أمانتة الفنية سليمه.
السطح له قبه مطلية وجهها بالنحاس والتي كما تم إقتراحها في الأصل، كان من المفترض أن تكون 13 قدم (4.0 متر)طول. عندما تم تنصيبها في الأخير في عام 1988، إحتوت القبة على ثمانية ضلوع من الفولاذ، كل واحد بقياس 20 قدم (6.1 متر) طول، وتزن 700 رطل (320 كجم). كل ضلع تكون من ثلاثة أجزاء. القبة نفسها تحتوي على فتحات تهويه وصممت بسطح أخضر. عندما تم بناء القبة، خلقت الريح صوت صفير مرتفع عند مروره عبر فتحات التهوية؛ وتم معالجته في عام 1992 بإزالة الألواح البديله. بوول ساكنير من مجلة أركيتكتشورال ريكورد في البداية ربط القبة بتلك التي لدى نيبراسكا ستيت كابيتول، بينما بوول جولدبيرح من مجلة نيو يورك تايمز قال بأن القبة القصد منها ان ترتبط بمركز (وسط) المدينة.

### الخصائص العمرانية
البنية الفوقية مصنوعة من الأسمنت. بسبب مدى الاستخدام المتعدد لبرج المدينة، فهو يحتوي على تسعة أنظمة عمرانية مختلفة، حيث شبكة موحدة من الأعمدة لم تكن قابلة للتنفيذ لتصميم المبنى. من ناحية أخرى، لأن إيكر أراد أن يزيد مناظر المدينة المحيطة، الأجزاء المقاومة للريح في البنية الفوقيه، كان يجب ان توضع في الجزء الداخلي. بينما الطوابق السفلية مؤلفة بشكل كبير من شبكات من الأعمدة، ويوجد أجزاء من الألواح الاسمنتية المستطيلة والتي تميل عبر مستويات عديدة لكي تشكل دعامة للريح مائلة. الطوابق العلويه مصممة بنظام عمراني «كجدار المجزة أو أنبوبة مفتوحة»، والذي فيه تتمدد جدران المجز من قلب المصعد في وسط البرج ويربطة بالاعمدة الخارجية.

### الجزء الداخلي
برج سيتي سباير لديه مساحة أرضية حوالي 830,000 قدم مربع (77,100 متر مربع)، وعشرة مصاعد تصعد ارتفاع المبنى. وقبل أن يتم تطوير برج المدينة، كان الموقع مقسم إلى مناطق لكي يسمح فقط بمبنى مكون من حوالي 34 طابق بدون أي تعديلات. وإذا افترضنا حجم قطعة الأرض، هذا كان لابد ان يزود بما يصل إلى 363000 قدم مربع (33700 متر مربع) من المساحة. إيكر حصل على حقوق الهواء الغير مستخدم فوق مركز المدينة، والذي شغل فقط كمية صغيرة من المساحة القصوى المسموحه لقطعة الأرض؛ هذا سمح ببرج مكون من 60 طابق. وفوق هذا، سمح لإيكر أن يزيد نسبة مساحة أرضية المبنى بعشرين في المائة كمقايضة من أجل ترميم مركز المدينة. هذا صعد الكمية إلى 128,000 قدم مربع (11900 متر مربع) من المساحة الزائده. هذة الإضافات سمحت لبرج المدينة ان يكون أكبر بمرتين مما كان سيكون عليه بالنحو العادي.
نظام ترقيم الأرضية الداخلية يحذف الطوابق 13 و 25، ولذلك ماديا، يوجد فقط 73 طابق، بالرغم من أن الطابق العلوي مرقم 75.الطوابق السفلى 22 أو 23 من المبنى تستخدم للتجارة. يوجد شقق فارهه في باقي الطوابق بالإضافة إلى الطابق الآلي. صمم المبنى بتفاصيل معقدة. الانتباه لهذه التفاصيل المنتزه إلى أزرار المصعد، والتي أعاد تصميمها جان بثلاثة زرارات للصف في حين ايكر وجد زرارين لكل صف أمرا غير مرض.

#### الاساس

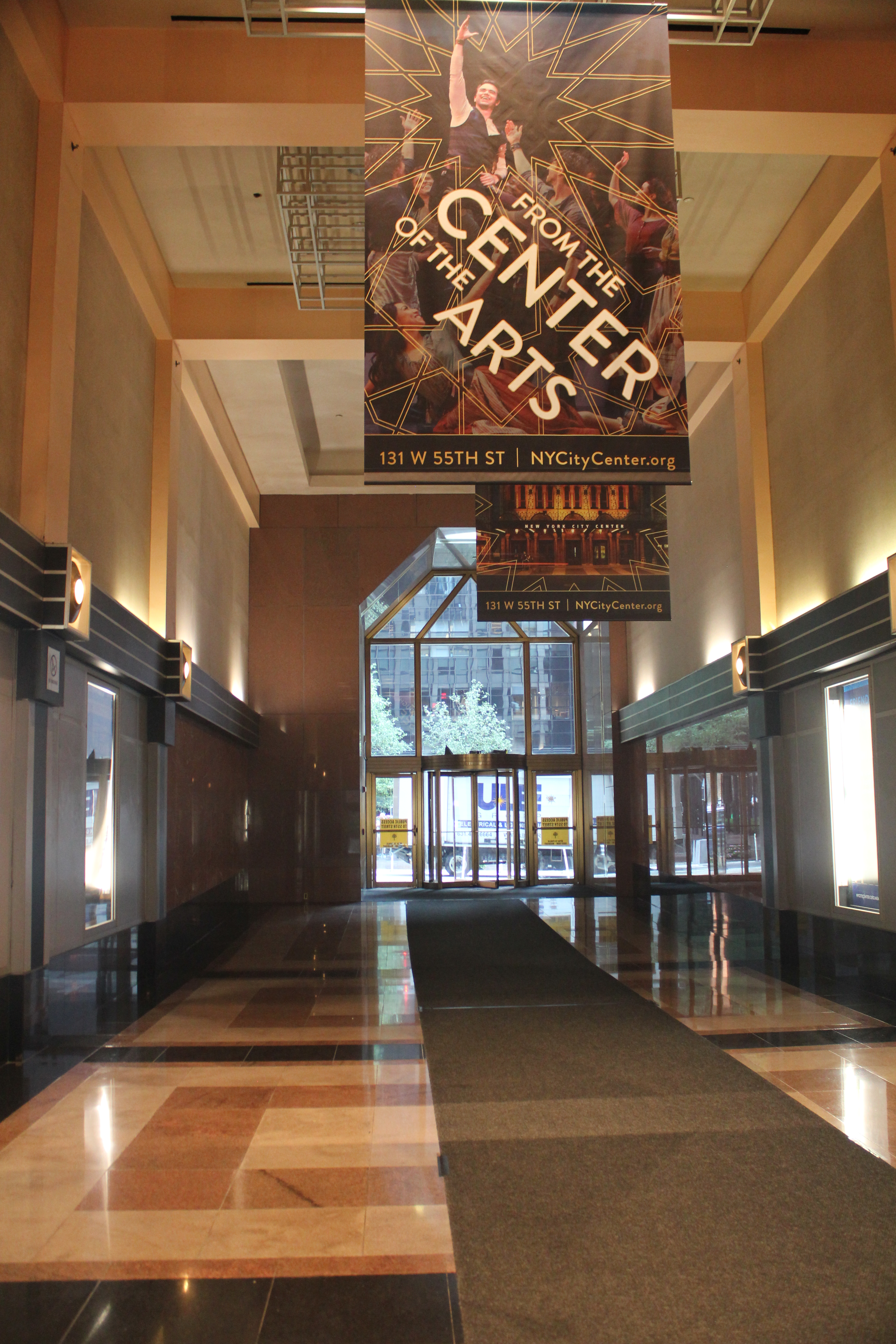
ممر للمشاة في القاعدة

تم إحتواء رواق للمشاة بين شوارع 56 و55 في أساس برج المدينة كجزء من بناءه. الرواق عبارة عن واحد من تسع ممرات والتي تشكل شارع 2/1 6، ومجموعة من ممرات المباني الكاملة من شارع 51 إلى شارع 57 بين شارعي سته وسبعه. بني «كرابط عبر المبنى» تحت المقاطعة الخاصة وسط المدينة، التي أنشأت في 1982. الرابطة نفسها لم تفتح حتى عام 1997، وبعد عدة سنوات فتح المبنى؛ التأخير كان ناتج بشكل كبير بسبب نزع الملكية ونزاعلت أخرى في بداية التسعينات. الرواق المصمم بواسطة برينان بيير جورمان، يتألف من جدران الرخام والجرانيت بالإضافة إلى سقف حوالي 25 قدم (7.6 متر). الممر مزخرف بفن وأسلوب مستوحى من ديكو، مع ملصقات للمسرح على الجدران. الفراغ عمل على ارتداد الضوء على السقف والاضواء على الجدران، لكن لا يوجد مقاعد حيث والممر صمم فقط لحركة المشاة.
المركز والدهاليز الداخلية مفصولة من بعضها البعض.الدهليز الداخلي في 150غرب شارع 56 له سقف مقوس وتلبيسه خشب. قسم المكتب من برج المدينة له عنوان 156 غرب شارع 56.يوجد أيضا حانه تسمى نادي كارينجي (وهو أصلا كارينجي بار وكتب). الحانة في الطابق الأرضي لها سقف إرتفاعه 25 قدم (7.6 متر)مع شرفه بارزة. الأساس شمل أيضا جاراج سيارات ومقهى. تم تخطيط المبنى بمساحة 305,000 قدم (28,300 متر) من مساحة المركز.. كل طابق من طوابق المركز نموذجيا يبلغ فياسه 193 في 80 قدم (59×24 متر) مع انقطاع مضلع في كل زاوية.

#### البرج
تم اقتراح المبنى على 355 شقة سكنية فارهه، ولكن اكتمل ب 339 أو 340 شفعاء خاصه. وبحسب قسم تخطيط المدينة في مدينة نيو يورك، يوجد 340 شقه مملوكة في كل المبنى، منها 337 وحدات سكنية. حوالي 100 من الشقق بنيت بغرفة نوم واحد والباقي لديها غرف نوم متعددة. العديد من الوحدات السكنية مفصولة من بعضها البعض بواسطة جدران القص للمبنى. بسبب العقبات في الطوابق الخارجية حوالي 47 من 61 بشكل نموذجي قياسها 157×80 قدم (48 في 24 متر)، بينما 63 طابق من 69 هي عباره عن شكل مثمن بقياس 80 قدم.
الشقق في برج المدينة تختلف في الحجم والتنظيم، بالرغم من أن عدة وحدات تحتوي على 200 قدم عرض (6.1 متر) شبه مستويه. على سبيل المثال، واحدة شقة إستديو فيها غرفة جلوس، مطبخ، مع مصطبه. بعض من الوحدات ذات غرفة نوم واحده لها أيضا غرفة جلوس وغرفة أكل بجدران زاوية . في بعض الوحدات ذات غرفتين نوم، يوجد ردهة مع غرفة جلوس وغرفة أكل ومطابخ وغرف نوم تقود لخارجها. يوجد أيضا وحدات مزدوجه بمطابخ، غرف معيشة، وغرف أكل على الطابق الأسفل، بالإضافة إلى غرف نوم على الطابق العلوي. واحد من أكبر المباني المزدوجه ذات الطابقين، في الطوابق 66/65، لديه أربع غرف نوم، مساحة للجلوس والاكل مع مكتبة ومساحه للصبوح، غرفة عائلة، ودكه قياسها 44 في 36 قدم (13 في 11 متر). على الطوابق العليا، الوحدات تميل إلى أن تكون أكبر، وتصل إلى 2,200 قدم مربع (200 متر مربع)أسفل السقيفة.
إيكنر في الأصل كان ينوي ان يحتل مبنى السقيفة فوق برج المدينة، ولكنه لم يسكنها قط.وتم شراء السقيفة في عام 1993 بواسطة مطور الملكية الحقيقي، ستيفين كلر بمبلغ 4.5 مليون دولار وكمساحه خام، تغطي الطوابق من 72 إلى 75، بالرغم من أن الطابق 72 هو جناح الضيوف. مارس كان قد إختار جوان بابلو مولينوكس لكي يعيد تصميم السقيفة قبل سنتين ونصف. السقيفة تغطي 8000 قدم مربع (740 متر مربع)، وفيها ست غرف نوم وتسع حمامات، بالإضافة إلى ثلاث شرفات.غرفة النوم الرئيسي تأخذ قصة كامله، في حين غرفة النوم الرئيسية لها غطاء من رخام أخضر بالإضافة إلى البرونز وتجهيزات الماهوغاني. السفينة أيضا لها ردهة ذات أعمدة كلاسيكية، وغرفة أكل مع الثريا، وخزانة للخمر بمساحة ل 1000 قارورة، ومصعد خاص. مولينوكس لم يحب التصميم، وأطلق عليه «رعب»، رغم أن هذا في الظاهر كان بسبب أن مولينوكس فعلا لم يرى التصميم قط شخصيا، كونه كان قد طرد قبل إكمال التصميم.
عندما بني برج المدينة، تم الإعلان عنه بلياقة مثل كرت سباير، حساب وديعة استطاع المقيم أن يطلب بواسطته خدمة فارهه كبقشيش. تم الإعلان أيضا عن غرفة الإعلام وتحتوي على شاشة تليفزيون كبيرة، وصالون مع حانه ومركز تجاري مع أسعار البرصه الحالية وألات التيليكس. أسلوب اللياقة الحديث يتضمن غرف لحفل ولمؤتمرات، مساحة للعزف، ومركز لياقه مع بركة.

## التاريخ
مركز مدينة نيو يورك المجاور كان قد تم فتحة في عام 1924، كمحفل مكة؛ بيت للعباده للزوار. معبد مكة تم إقتناءه بواسطة حكومة مدينة نيو يورك في عام 1943 وأصبح مسرح. وفي عام 1982، أكمل مركز المدينة ترميم غير هام للدهليز والأوركيسترا. وخطط مركز المدينة مجموعة أخرى من التحسينات لكي يوسع المسرح، والمخزن، ومساحات الشرفة. لجنة حماية المعالم في مدينة نيو يورك عينت مركز المدينة كمعلم للمدينة في عام 1983؛ ونتيجة لذالك، طلب من اللجنة ان توافق على أي تغييرات رئيسية للمسرح. في الوقت نفسه، إشترى بروس إيكنر موقع تشابمان المجاور بمبلغ 18 مليون دولار أمريكي. وأشترى أيضا جاراج لتوقيف السيارات والذي وافق مالكه على أن يبيعه على شرط بناء جاراج سيارات بدلا عنه.

### التطور

#### تخطيط

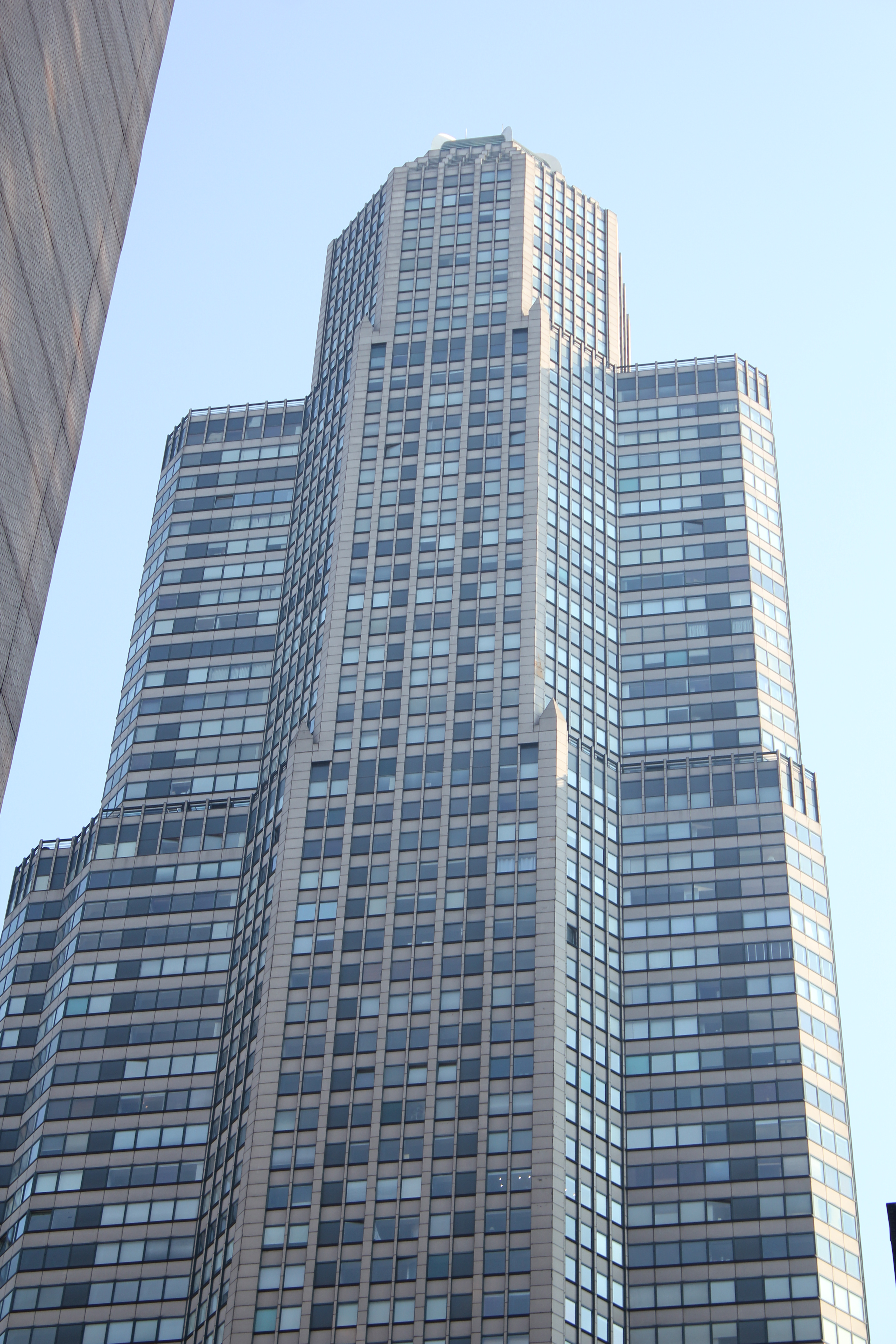
منظور من شارع 54

في مايو 1984، أعلن ايكنر بأنه سيبني ناطحة حساب مكونة من 72 طابق في الموقع الذي تم تصميمه بواسطة مورفي وجان. سيحتوي المبنى على 22 طابق مكاتب ، و 49 طابق وحدات سكنية خاصه. وسوف يتم تشكيلة على شكل مثمن مع عقبات وسطح مقبب. جزء رئيسي من تطوير ايكر، كان مقترحه لشراء حقوق الهواء الغير مستخدم فوق مركز المدينة. وسيقوم ايكنر بعمل تحسينات لمركز المدينة ليحصل على مساحة إضافية.وكان متوقع أن يرتفع البيع من 10 إلى 14 مليون دولار مقابل أوبرا مدينة نيو يورك ، وفرقة موسيقى الباليه لمدينة نيو يورك ، وإستئجار من الباطن من قبل مركز المدينة لمسرح الرقص في شارع 55. مقترح بيع حقوق الهواء لاقى إنتقاد لسببين: للسعر المنخفض نسبيا وللحقيقة بأنه سيسمح ببناء مبنى كبير إلى حد ما. برج مركز المدينة كان واحد من التحسينات العالية المخطط لها بالمنطقة في ذلك الوقت ؛ حيث وقد تم اقتراح بناء برج ميتروبوليتان وبرج قاعة كارنيجي أيضا.
انتقال حقوق الهواء أحتاج موافقة من عدة وكالات. في أغسطس 1984، صوتت لجنة التقديرات في مدينة نيو يورك على السماح ببيع حقوق الهواء.ونضمت لجنة الحفاظ على المعالم، اجتماع لسماع مقترح البيع في نوفمبر 1984، ولكن نزاع ليس له علاقة بمعلم مرشح ، أخذ كل الوقت المعين لمناقشة بيع حقوق الهواء. ومنحت اللجنة المشروع «شهادة الملائمة» في يناير 1985، والتي سمحت للجنة أن تقدمه من أجل ترخيص لمنطقة خاصه من لجنة التخطيط بمدينة نيو يورك لأجل انتقال حقوق الهواء.بعد ذالك، العديد من الوكالات احتاجت ات توافق عل البرج نفسه.ونتيجة لإتباع الاعتراضات من أعضاء لجنة التخمينات ولجنه تخطيط المدينة ، تم تقليل حجم بعض عناصر برج مركز المدينة. ووافقت لجنة تخطيط المدينة على البرج في يونيو 1985وتبعتها لجنة التقديرات في أغسطس.
تمت الموافقة على أن يكون إرتفاع المبنى حوالي 800 قدم (240 متر). بالرغم من أن برج مركز المدينة كان أطول برج سكني لمدينة نيو يورك حين بناءه ، أشار ايكر إلى دراسة والتي أثبتت بأن قمة البرج لن تلقي ظلال على الشارع. ووصف البرج ب«ناطحة سحاب جوهريه لنيو يورك»، مقارنة بالمباني المكتبية الملبسة بالزجاج «الغير مميز»، في شوارع ماديسون وبارك. واستلم ايكنر 157.5مليون دولار كتمويل بناء. ايكنر ومحامية هاوارد هورينستين، كلاهما، منحو عدة ألاف من الدولارات ل مايور ايك كوتش، والذي كان قد صوت من أجل صالح البرج. وتم التحقق من المنح في فحص الأخلاقيات في عام 1987.

#### البناء
في الوقت الذي وافقت لجنة التقديرات على برج مركز المدينة ، كان قد بدأ صب بلاط الأسمنت . وقد أشير إلى المشروع باسم سيتي سباير في منتصف عام 1986، وذلك عندما قام البنك الأمريكي الأوربي بعمل عقد ايجار لثمانية طوابق مكتبية. وارتبط بناء برج المدينة بجدل حول السلامة. حيث قامت سوسن جوسزينسكي من فرقة الباليه جوفري ، والمستإجره في مركز المدينة، بكتبابة رساله إلى قسم المباني في مدينة نيو يورك في أواخر 1986، مدعية بأن ثلاثة من طاقم فرقة جوفري قد أصيبوا جراء سقوط أسمنت عليهم خلال أسبوع واحد في أكتوبر من تلك السنه. بعد ذلك ، تلقت دائرة المباني أربع شكاوي إضافية بسبب سقوط أشياء، من ضمنها واحده مثلا تفيد بأن جزء من واجهة المبنى سقط من السطح. كما ان بعض الجيران أيضا رفعو ملفات دعاوي فضائية زاعمين بأن بناء سيتي سباير قد أدى إلى تصادم الحطام والعديد من الحوادث الأخرى. وأحد الجيران إدعى بأنه تلقى تهديدات بالموت بعد تقديمه لشكوى للشرطة عن تكسر شبابيك، بينما جار أخر ، زعمت بأنها تعرضت للإغتصاب بعد أن هاجمها شخص تسلق إلى شقتها عبر سقالة سيتي سباير.
بدأ التسويق للوحدات السكنية في مارس 1987، بإعلان في التلفزيون ضهر فيه شخصيات مشهورة مثل ديك كارفيت ، كارول، تشانينج، لورين هوتون ، روبرت جوفري، لين ريدجريف وتومي توون. بالرغم من هذا ، فقد تم التعاقد على 60 من 340 شقة تمليك في شهر أغسطس من تلك السنة. وقد عزي البيع البطيئ إلى عدم كفاية الشقق الصغيرة ، إضافة إلى موقع البرج في جوار على نحو تقليدي ليس سكني. وأيضا تلقت الإعلانات شكاوي لتضمينها أشخاص بيض فقط ؛ وقد إدعى مخرج فريق تسويق المباني بأنهم كانو يستهدفون فقط الطبقة الديموغرافية الذين كانو على الأرجح سيشتروا شقق هناك. وأنكر هوريستون بأن الإعلانات قصدت تثبيط الأقليات.

#### الاكتمال والجدل حول الارتفاع

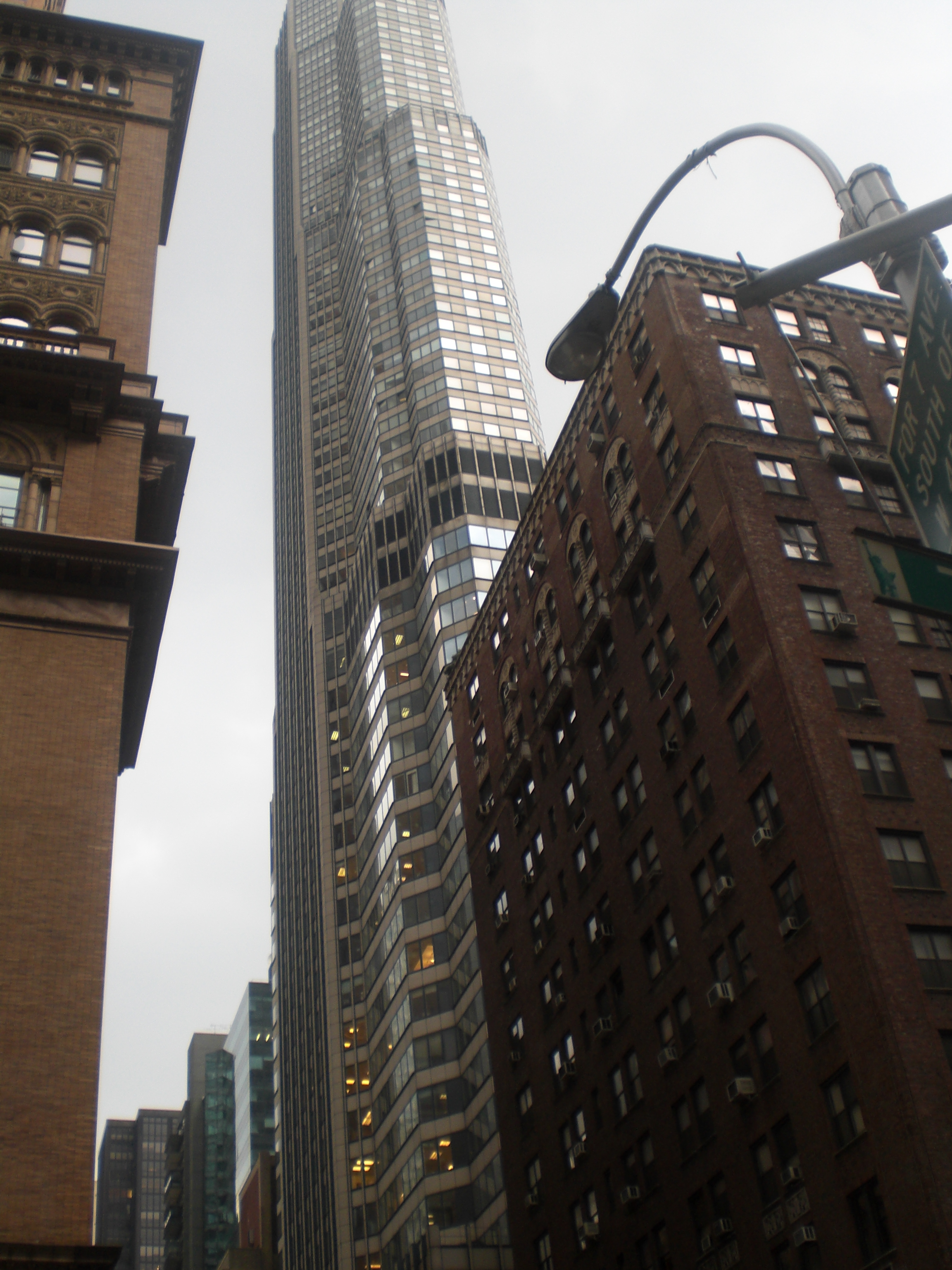
كما هو منظور من شارع 56 وشارع 7

تم الإحتفال بالمبنى في منتصف عام 1987. وبعد تشيد المبني، زاد على الارتفاع المتوافق عليه، إما 11قدم (3.4 متر) أو 14 قدم (4.3 متر). فارق الثلاثة أقدام كان بسبب خطأ في الحساب من طريقتين مختلفتين لقياس الارتفاع، لكن الاحدى عشره قدم الزيادة جاءت من قرار إكنر بأن يضيف 2 انش (51 ملم) من الأسمنت إلى كل بلاطات السطح لكي يجعلها أكثر صلابه. وخضع المبنى المنجز إلى إعادة نظر عامه ثانيه من قبل لجنة التقديرات ، ولجنة مجتمع مانهاتن 5، ولجنة تخطيط المدينة.ووافق إكنر طوعا على توقيف أعمال بناء برج سيتي سباير بالرغم أنه كان يرى بأن الارتفاع الزائد لن يضر بأي أحد. وفي نوفمبر 1987، اكنر وموظفي المدينة كان يناقشون تسوية يقوم فيها إكنر بتمويل الفنون بشرط الإحتفاظ بالارتفاع الزائد. ومع نهاية عام 1987، كان إكنر قد باع 164 من الشقق وجزء من المساحة التجارية كانت قد أستغرقت مسبقا. بقت أسعار السكن في برج سيتي سباير منخفضة نسبيا على أعقاب عيد الفصح من قبل شهرين.
صوت موظفي لجنة المجتمع 5، ضد السماح بالارتفاع الزائد كإعتراض على قانون المنطقة. وإعترضت لجنة تخطيط المدينة على الارتفاع الإضافي في سبتمبر من ذالك العام ، قائلين بأن إكنر يمكن أن يكون قد نفذ خيارات أخرى تشمل تخفيض إرتفاعات السطخ ، لكي يبقى ضمن حدود الارتفاع 800 قدم. ورفضت سيلفيا دوتش، رئيسة لجنة تخطيط المدينة، عرض إكنر بأن يضيف لياقات غير متعلقة ، وأن يدفع نقد المدينة الزائد، وهي أيضا صرفت النظر عن الشكاوي من الجيران الذين عارضو المشروع لأسباب ليس لها صلة. في أبريل 1988، توصل إكنر والمدينة إلى اتفاق مؤقت وافق فيه اكنر بأن يبني 7200 قدم مربع (670 متر مربع) من استديوهات الرقص فوق رواق المشاة وينقص من بعض تفاصيل الواجهة. والاتفاق المشروط على عدم إكمال القبة ، لم يتم المصادقة عليه من قبل لجنة تخطيط المدينة أو لجنة التقديرات. دوتش سمى الاتفاق «معقول».على أية حال، إعتقدت مجموعات المجتمع بأن الاتفاق سيمثل سابقه يتحجج بها المطورين الذين بنوا سابقا وتجاوزو حدود الارتفاع المسموح به، والبعض أعضاء لجنة LPC على وجه الخصوص عارضوا التصميم.
وتم السماح للمقيمين في الطوابق السفليه بالانتقال إلى المبنى في منتصف 1988، رغم عدم حصول الطوابق العلويه على شهاده تملك. واكتمل بناء قبة برج سيتي سباير في أغسطس 1988، وعلى مايبدو كانت مخالفة للاتفاق. وعلى الرغم من ان لجنة المجتمع 5 كانت قد أشعرت إدارة المباني مسبقا بالعمل الغير قانوني ، كانت القبة قد اكتملت في الوقت الذي أصدر قسم المباني أمر توقيف عن العمل.وأمر كوتش بإزالة القبة في نوفمبر من ذالك العام. وتم إزالة الأضلاع جزئيا وبالتالي سيزيد برج سيتي سباير عن الإرتفاع المسموح به فقط بمقدار 1.5قدم (0.46 متر).ورفع مركز المدينة ملف دعوة فضائية في ذلك الشهر محتجا بأن إكنر لم يعد ترميم المسرح كما وعد. وبحث مركز المدينة عن أمر إحترازي لكي يمنع إدارة المباني من إصدار شهادة تملك للطوابق العشرين العليا حتى تتم إعادة الترميم. ورفضت محكمة نيو يورك العليا أن تصدر الأمر الاحترازي ، وسمحت المدينة لإكنر ان يفتح الطوابق من 51 إلى 63 . وأمرت لجنة المجتمع 5 المدينة بأن ترفض منح سيتي سباير رخصة منطقة خاص للارتفاع الزائد.
إزالة القبة كان مؤقت وفي إنتظار الموافقة على إجازة المنطقة من مراجعة الإجراءات الموحده لاستخدام الأرض ، والتي تم منحها في يناير 1989.وبعد فتره بسيطة ، صوتت لجنة تخطيط المدينة بالإذن لإكمال قبة سيتي سباير في مقايضة لبناء استوديوهات رقص في الأساس. وواصلت لجنة التقديرات لتسوية مناقشة كون بناء استوديوهات الرقص عقوبة مناسبة ل إكنر. وفي مارس 1989، صوتت لجنة التقديرات، بنسبة 6–5، بالسماح ببناء استوديوهات الرقص كعقوبة مناسبة. وتلقت اتفاقية الارتفاع معارضة من مراقب المدينة هاريسون جي.جولدن ، والذي إتهم إكنر بإنتهاك حرمة القانون ، وكان من المنتقدين الذين إعتقدو بأن بناء استوديو رقص بمقاس 21في 60 قدم (6.4 ×18.3 متر)، يعتبر صغير جدا. بعد ذالك ، تدمرت القبة بسبب حريق في عام 1989، والذي أكدت التحقيقات بأنه كان حريقا متعمدا للمتلكات. لم يستكمل اكنر إعادة ترميم مركز المدينة مثلما وعد ، وكذلك رواق المشاة بالمبنى لم يتم إفتتاحة للعامه.

### الاستخدام

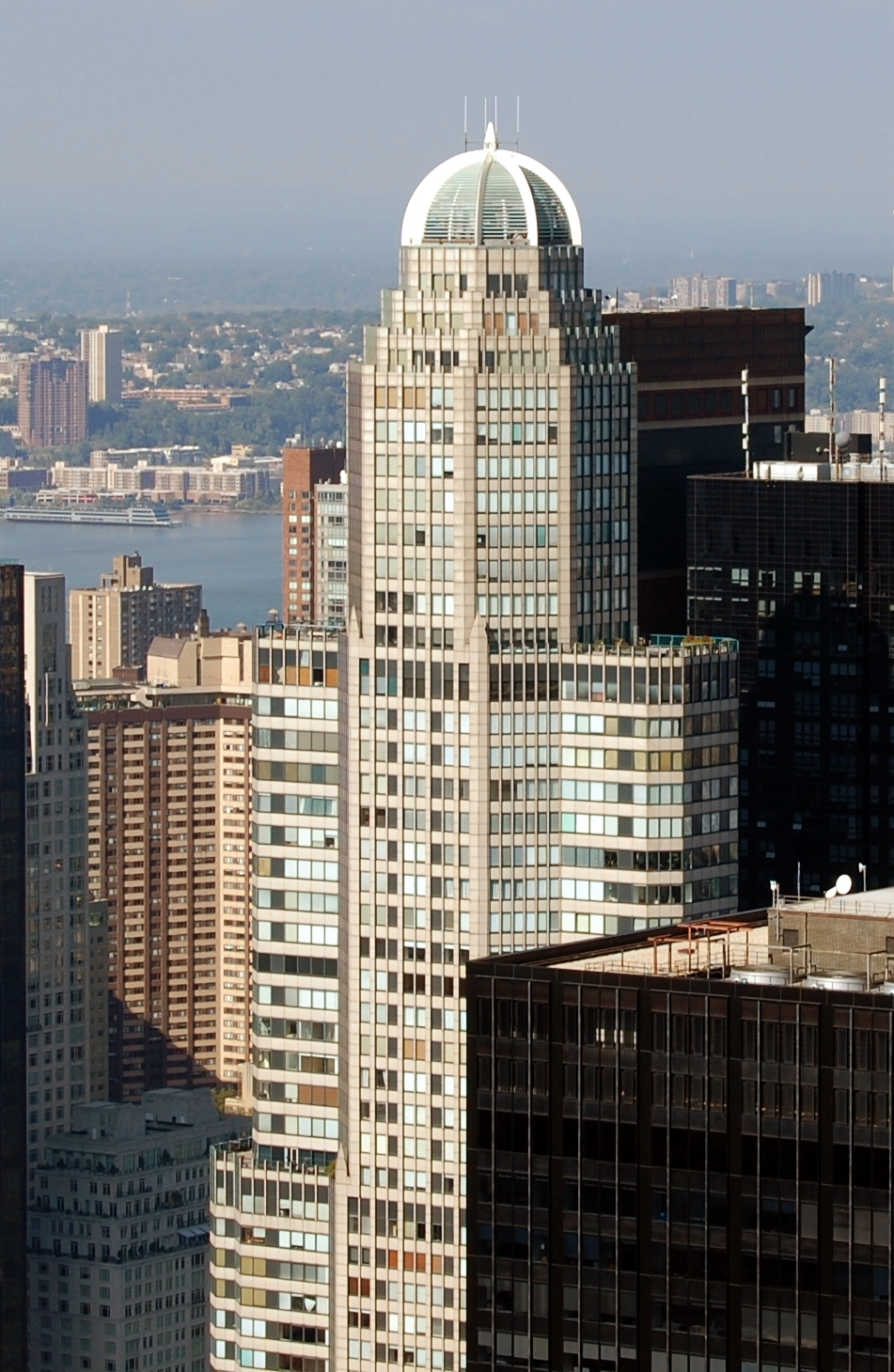
سطح سيتي سباير والذي سبب خلاف بسبب عملة صوت صغير في سنواته المبكرة

كان إكنر قد باع 280 من الشقق وثلاثة أرباع من المكاتب في عام 1989، وإكتمل المبنى في 1990.وكان من المفترض أن يتم الانتهاء من إستوديوهات الرقص في سيتي سباير في سبتمبر 1989، لكن لم يتم ذالك حتى منتصف 1990 على الرغم من أن اكنر تقدم بطلب رخصة. ولم تكن حتى قد بدأت أعمال بناء الاستوديوهات لأنه وبحسب هورنستين ، بأنه كان يجب أن تتم الموافقة على الخطط بواسطة العديد من الوكالات. وكان ما يزال بعد يتوجب على إكنر أن يبيع الخمسين الشقة المتبقية ونسبة العشرين في المائه من المساحة التجارية. وكانت عشر من هذه الشقق في الطوابق العليا والتي لم يكن بالإمكان أن تكتمل حتى يتم الانتهاء من الاستديوهات.

#### التلوث الضوضائي والإفلاس
كان هناك إزعاج وتلوث وإفلاس بعد وقت قصير من الانتهاء من سيتي سباير ، وفي الوقت نفسه كان إكنر يناقش ديون البناء مع معاونية الدائنين والذي كان من ضمنهم : بنك المدينة والبنك الأمريكي الأوربي. وكان أيضا متأخر عن تسديد 3.7 مليون دولا من ضرائب الدفع، والتي قاضته المدينة في شهر يوليو من تلك السنه وطالبته باستعادتها. وفي أكتوبر 1990، طالب البنك الأوروبي الأمريكي بخمسين مليون دولار كفائده مصاحبة لتأخر ديون البناء على المبنى. وفي الشهر الذي يليه قام البنك بالحجز على الديون. وفي سبتمبر من تلك السنه، قام قسم الحماية البيئية في مدينة نيو يورك (DEP)، بفرض غرامة على سيتي سباير بسبب مخالفات الإزعاج ، مما جعل سيتي سباير أول مبنى يتم محاكمته بشكل فردي بواسطة قسم حماية البيئة على تلوث الإزعاج. وكان قسم الحماية البيئية قد تلقى مئات الشكاوي عن إزعاج لصوت صفير مرتفع يمكن سماعه من العديد من المباني البعيدة ؛ وكان الإزعاج سببه الريح التي تهب عبر فتحات الهواء في القبة. كما أبلغ الجيران عن بقائهم مستيقظين بسبب الإزعاج. مونرو برايس إعتقد بأنه "يتوجب على المجتمع بأن يحاول أن يفهم ماذا الذي يحاول أن يقوله المبنى " بينما قال الفن المعماري التقدمي " في عصر أقل تقيد ، يجب علينا أن نتطلع إلى خطط مطورين ل'مركز موسيقى أجراس الريح' أو 'ون كازوو بلازا ' (مركز واحد بألة كازو الموسيقية).
وفي جلسة استماع في فبراير ، 1991، طلب قاضي لجنة التحكم البيئي لمدينة نيو يورك ، القاضي جيرالد دينارو ، دراسة عن الإزعاج الذي يأتي من القبة. وواجه المبنى إحتمال دفع غرامة وصلت إلى 880 دولار إن وجد مذنبا بالصفير. وقامت جمعية غرب شارع 56، المالك الشرعي للمبنى ، برفع ملف قضية فيما يتعلق بالفصل الحادي عشره الذي ينص على حماية الإفلاس ، في نهاية ذلك الشهر. وواجهت الجمعية ، والتي كانت تمثل شراكة محدوده حيث كان إيكنر الشريك العام، دعوات قضائية من كلا من البنك الأوروبي الأمريكي وبنك نوفا سكوتيا. وكما كانت الجمعية قد واجهت حكم تنفيذ إدارة أموال التفليسه ، لأنها كانت قد فشلت أيضا في أن ترد التهم الشائعة لسيادة الشقق المشتركة. وعملية تنفيذ الإفلاس عفت إكنر من دفع 11 مليون دولار في ضرائب غير مدفوعة ، ولكن مكتب المبيعات السكنية للمبني إضطر أن يغلق في تلك السنه.
وفي إبريل 1991، حكم دينارو بأن سيتي سباير كان مذنبا في انتهاك قرار الإزعاج. وغرم ممثل الإدارة 220 دولار. فيما حكم قاضي فيدرالي في سبتمبر من تلك السنه بأن قانون إزعاج المدينة كان غامضا جدا لدرجة أنه لا يمكن فرضه بالقوة ، مما قاد مجلس مدينة نيو يورك إلى عمل مسودة قانون يعرف الإزعاج بدقة أكثر. وفي مايو 1992، أكدت لجنة مدراء المبنى بأن الصفير سوف يتم إصلاحه خلال عدة أسابيع. وقد توقفت دعوى الإفلاس عند $324,000 ضريبة فوائد رأس مال غير مدفوعة. وأخيرا تمت المصادقة على خظة إعادة تنظيم البرج في سبتمبر 1992، بعد ثمانية أشهر من رفع مالك المبنى لدعوى الإفلاس.توقفت فوضى السطح في أكتوبر من ذالك العام، ودفع المستلمين للمدينة مبلغ 2.1 مليون دولار بدلا من إعادة ترميم إستديوهات مركز المدينة كعقوبة. كما حاول المستلمين البحث عن طريقة ليعفو من التزامهم ببناء استديوهات فوق رواق المشاة والتي ما زالت غير منتهيه.

#### نهاية التسعينات وحتى الوقت الحاضر

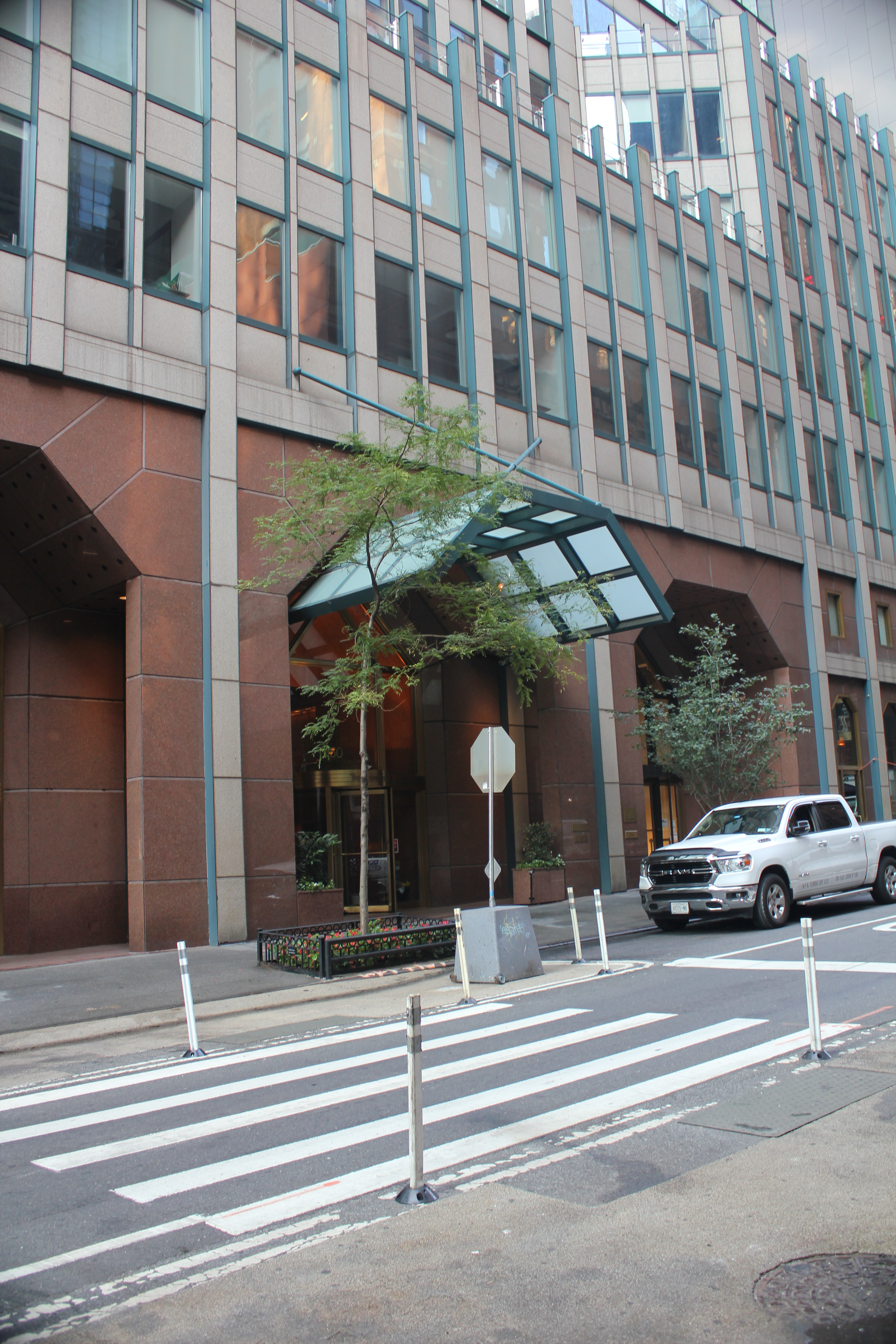
مدخل السكني كما هو منظور من شارع 56

إيورام البنك الفرعي من البنك الأوروبي الأمريكي الأصل ABN AMRO، تولى مسؤولية القسم السكني وأعاد ترميم 75 وحده سكنية فارغه. أما بنك نوفا سكوتيا فقد غير اسم العلامة التجارية للقسم التجاري للبرج إلى برج الميدلاند (وتعني وسط البلد). وبدأ بنك ايورام التسويق للشقق الفارغة في مايو 1993؛ وحوالي عشر من تلك الوحدات السكنية كان قد تم بيعها خلال شهر ، وبيعت كل الشقق المملوكه في العام الذي يليه. وواصل إكنر المحافظة على المكاتب في سيتي سباير. وبالرغم من أنه قد تم حل القضايا المالية وشكاوي الإزعاج، إلا أنه لم يتم إكمال الاستديوهات والرواق الذين كانو بمثابة ثسويه لمشكلة ارتفاع برج سيتي سباير ، حتى عام 1995. تم نثر القش علي الرواق وتم حجزه بأسلاك حاده شائكه وألواح خشبية ، وقد خطط ملاك سيتي سباير بأن يعيدو إصلاحة وإستخدامه . كما خطط المالكون بأن يتخلصو من الاستديوهات فوق الرواق ، ويبنوا بدلا عنها مساحة تدريبية إضافية في مركز المدينة نفسه.
وفي حوالي عام 1996، حصل جوسيف نيومان وكريديت
سوزي فيرست بوستون على سيتي سباير بمقابل 38 مليون دولار. وكان قد تم عرض المبنى بخمسين مليون دولار، لكن إستطاع نيومان وفيرست بوستون أن يشتروا المبنى بمبلغ أقل بعد ضرب عطاء منافس مقدم من هنري إلجانيان ، في الوقت الذي كان المبنى يدين بمبلغ 1.9 مليون دولار كضريبة لحكومة المدينة. وتحمل ملاك المكاتب (والمؤلفين من فيرست بوستون ومستثمرين خارجيين)، بجانب ملاك الشقق السكنية ، تكلفة إعادة إصلاح رواق المشاة والمقدرة بمليون دولار. وأخيرا إكتمل رواق مشاة برج سيتي سباير في أواخر عام 1997. ومع اكتمال الرواق ، كتب ديفيد دبليو دونلاب في صحيفة نيو يورك تايمز بأنه رغم إستغراق سبع سنوات ما بين ترخيص سكة الحديد العابر للقارات وبين وضع رمحه الذهبي (تدشينه)، فقد أستغرق فترة إثنا عشره سنه ما بين المصادقة على الرواق وبين افتتاحه. بإفتتاح الرواق، إكتملت مجموعة الممرات من شارع 51 إلى شارع 57. بالإضافة إلى ذلك ، تم تحويل بعض من مساحة المكتب إلى مكاتب «مبنية سابقا».
وفي عام 2001، أصبحت طوابق المكتب مملوكة من قبل صندوق إستثمار حكومة سنغافورة GIC. وبالتالي أجرت ال GIC مساحة ل وينديلز ماركس ، جي إي كابيتال ، وأكاديمية التسجيل. وفي ذلك العام ، قدم ليهمان براذرز ومورجان ستينلي 900 مليون دولار كرهن ل GIC، مقابل طوابق المكتب في سيتي سباير وملكيات أخرى ل GIC. وفي عام 2004، إنتقلت ملكية الجزء المكتبي من برج سيتي سباير إلى تيشمان سبيير، والذي إشترى نسبة 51 من غالبية الرهان. وواصلت جي أي إس إمتلاك نسبة 49 من الرهن.
وفي عام 2012، حصل تيشمان سبيير وصندوق تقاعدي غير محدد ، على سيتي سباير وعدد من المباني الأخرى كجزء من حقيبة قدرت قيمتها بمبلغ 1.6 بليون. وفي نفس العام ، قام دوجلاس إليمان بتسويق الشقة التي فوق السطح بمبلغ 100 مليون دولار ، والذي جعلها أغلى سكن في نيو يورك يتم عرضها للبيع بذلك السعر. وبعد إستلام عدد قليل من العروض، قام مالك الشقة بسحب الوحدة من السوق وعرضها للبيع بنفسه، ليقوم بسحبها مره أخرى في عام 2015. وفي تلك المرحلة ، أصبحت غالبية مساكن سيتي سباير، (نسبة 60 تقريبا)، تستخدم كمساكن ثاني بدلا من مساكن أساسية.كما حصل في عام 2021، مع مستأجرين الجزء التجاري من سيتي سباير ويشمل: نيو يورك وورد ، رانرز ، وينديلز ماركس وشركة براون شو .

## قبول نقدي
عندما تم التخطيط لسيتي سباير ، مدح بول جولدبيرج ، المهندس جان لإحتواءه عناصر تصميم مستوحاة من كلا من مركز المدينة وناطحات سحب نيو يورك السابقة. على اية حال، فقد قال بأن التصميم كان «ناجحا إلى حد ما فيما يتعلق بعلاقته لمبنى مركز المدينة نفسه»، خصوصا بأن قبب كلا المبنيين كانت نادرا ما ترى في وقت واحد. ووصف هاري بيركويتز ، من صحيفة نيوزديه، المشروع كواحد من عدة مشاريع تم تصميمه بواسطة مهندسين معماريين والذين «يريدون تطبيق القليل من فكرة التكيف مع الجوار». وكتب بول إم ساكنر ل أركتيكتشورال ريكورد ، بأن الخطط في عمل مورفي وجان، «تعتبر مثال لنوعية ' مؤرخي التكنولوجيا العاليه '»، ولكن قال «يتسائل العديد عن مدى المواءمة لبناء مبنى ب70 طابق» في مثل هذا الموقع الضيق .في الوقت الذي اكتمل فيه بناء سيتي سباير ، إعتقد جولدبيرج بأنه بدا أضعف من الأبراج المجاورة له: كارنيجي هول وميتروبوليتان، بالرغم من أن سيتي سباير كان يبدو أفضل من ناحية التصوير المفهوم.
بناء سيتي سباير أثار أيضا النقاش حول مناسبة تحويل حقوق الهواء من المعالم الرئيسية مثل مركز المدينة لكي يرفع المال من أجور صيانة المعالم. وقد قال المدير التنفيذي لهيئة معالم نيو يورك، لوري بيكيلمان بأن «نحن نحفظ معالم المدينة بوضعها خارج السياق»، بواسطة السماح بنقل الملكية. وقال مدير منطقة لجنة المجتمع 5 جون إي رامار ، بأن «بيع مصادر المدينة الثمينة بدون فهم العواقب هو ببساطة عمل غير مسؤول». وقال عضو لجنة تخطيط المدينة مارتن جالينت ، بأن استثناءات المنطقة سمحت لوسط مدينة مانهاتن بأن يصبح أكثر كثافة بشكل مفرط أكثر من قبل. وبعد التسوية حق الارتفاع في عام 1988، صرح جولدبيرج بأن «ما الذي يمنع مطور أخر من إضافة 22 قدم لمبناه ويعرض بناء استوديوهين للرقص؟». وأشار جولدبيرج أيضا إلى سيتي سباير مثل «حالة مدينة تبيع حقوق ميلادها من أجل مقدار من الحساء».